# Литвак, Борис Давидович
Борис Давидович Литвак (11 марта 1930, Одесса — 10 апреля 2014, там же) — депутат Одесского городского совета, почётный гражданин города Одессы, почётный гражданин Одесской области, Герой Украины (2007), заслуженный тренер Украины, общественный деятель, создатель Центра реабилитации детей-инвалидов «Будущее», известного как «Дом с ангелом», председатель правления Одесского областного благотворительного фонда реабилитации детей-инвалидов «Будущее».

## Биография
Борис Литвак появился на свет в одесском детском приёмнике 11 марта 1930 года. Его мать Анна Абрамовна Кушнир на девятом месяце беременности ушла от отца. Она работала на заводе «Кинап», благодаря чему вместе с сыном после начала Великой Отечественной войны, 27 сентября 1941 года, смогла покинуть Одессу на последнем судне (завод был эвакуирован в Самарканд, где Борис работал слесарем).
После войны семья вернулась в Одессу, Борис служил в Советской Армии в Западной Белоруссии, потом его забрали в Минск в штатную футбольную команду Минского дома офицеров. В 1953 году демобилизовался. Более 30 лет руководил Одесской детско-юношеской спортивной школой № 2.
В 1959 году, продолжая работать, поступил на заочное отделение факультета физического воспитания Одесского педагогического института им. К. Д. Ушинского. После окончания института работал преподавателем физического воспитания в Одесском автомеханическом техникуме.
В 1961 году был избран заместителем председателя областного совета добровольно-спортивного общества.
В 1977 году стал директором детской юношеской спортивной школы олимпийского резерва № 2, где работал до смерти.
В 1996 году создал Одесский областной благотворительный фонд реабилитации детей-инвалидов «Будущее».
Борис Литвак умер на 85-м году жизни 10 апреля 2014 г. в Одессе.
«Добро нужно делать тихо. Так, чтобы об этом никто не знал», — так когда-то определил свой жизненный девиз Борис Литвак. В реабилитационном центре регулярно проходит Фестиваль творчества детей с ограниченными возможностями «Под крылом Ангела», посвященный памяти Бориса Давидовича Литвака.

## Семья
В 1954 году женился на Римме Алексеевне Литвак. В 1955 году у них родилась дочь Ирина (умерла в 1992 году). Внук Алексей.

## Награды, звания и заслуги
- Герой Украины с вручением ордена Державы (21 августа 2007 года) — за выдающиеся личные заслуги перед Украиной в реализации государственной политики социальной защиты детей с ограниченными возможностями, многолетнюю благотворительную деятельность[7][8].
- Орден «За заслуги» II степени (3 декабря 2013 года) — за весомый личный вклад в реализацию государственной политики в сфере социальной защиты и реабилитации инвалидов, многолетний добросовестный труд, высокий профессионализм и по случаю Международного дня инвалидов[9]
- Орден «За заслуги» III степени (22 августа 2003 года) — за значительный личный вклад в социально-экономическое и культурное развитие Украины, весомые трудовые достижения и по случаю 12-й годовщины независимости Украины[10]
- Орден Дружбы (12 марта 2010 года, Россия) — за большой вклад в укрепление дружбы и сотрудничества между Российской Федерацией и Украиной[11]
- Юбилейная медаль «20 лет независимости Украины» (19 августа 2011 года) — за значительный личный вклад в социально-экономическое, научно-техническое и культурно-образовательное развитие Украинского государства, весомые трудовые достижения и многолетний добросовестный труд[12]
- 16 мая 2008 года — Борис Литвак вошел в двадцатку самых влиятельных мужчин Одессы.
- 25 июля 2008 года журнал «Фокус» включил Бориса Давидовича в рейтинг 50 самых влиятельных одесситов[13]. По мнению издания знаменитый одессит является 18-м самым влиятельным человеком в городе.
- Почётный гражданин Одессы (15 июля 2005 года)
- 24 февраля 2010 года Борису Литваку было присвоено звание почётного гражданина Одесской области[14][15].

## Отзывы
…его называют «совестью Одессы», который, по выражению одного из экспертов, «научил одесситов истинной благотворительности».— ФОКУС, № 30, 25 июля 2008 г.

«Он как чудо-самолет, который может быстро проходить все высоты, снова подниматься и делать петлю… Он — человек-глагол. А прилагательные — это его дела!» Резо Габриадзе— 

## Память
- Имя Б. Д. Литвака присвоено Детской юношеской спортивной школе олимпийского резерва № 2 (г. Одесса)[16]
- Мемориальная доска установленная на «Доме с ангелом», скульптор Георгий Франгулян[17].
- В 2018 году имя Б. Д. Литвака получила улица в центре города[18] (бывшая улица Заславского).